# U 841
U 841 war ein von der Kriegsmarine im Zweiten Weltkrieg eingesetztes U-Boot vom Typ IX C/40. Das U-Boot konnte keine Schiffe versenken oder beschädigen und wurde am 17. Oktober 1943 im Nordatlantik von der britischen Fregatte HMS Byard versenkt. Dabei starben einschließlich des Kommandanten Werner Bender 27 Besatzungsmitglieder, während die übrigen 27 Männer von der Byard als Kriegsgefangene an Bord genommen wurden.

## Bau und Ausstattung
U 841 hatte an der Oberfläche eine Wasserverdrängung von 1144 t und unter Wasser 1257 t. Es war insgesamt 87,6 m lang, 7,5 m breit, 10,2 m hoch mit einem 68,5 m langen und 4,4 m breiten Druckkörper und hatte einen Tiefgang von 5,35 m. Das in der Deschimag AG Weser in Bremen gebaute U-Boot wurde von zwei MAN-Viertakt-Dieselmotoren M9V40/46 mit je 9 Zylindern und einer Leistung von 3240 kW, bei Unterwasserbetrieb mit zwei Elektromotoren der Siemens-Schuckertwerke mit einer Leistung von 370 kW angetrieben. Es hatte zwei Antriebswellen mit zwei 1,92 m großen Schiffsschrauben. Das Boot war zum Tauchen bis in Tiefen von 150 m als reguläre Tauchtiefe, maximal bis zu 200 m geeignet.
Das U-Boot erreichte an der Oberfläche Geschwindigkeiten von bis zu 13,2 Knoten und unter Wasser bis zu 7,3 Knoten. Aufgetaucht konnte das Boot bei 10 Knoten bis zu 13.850 Seemeilen weit fahren, untergetaucht bei 4 Knoten bis zu 63 Seemeilen. U 841 war mit sechs 533-mm-Torpedorohren – vier am Bug und zwei am Heck – und 22 Torpedos, einer 10,5-cm-Schnellladekanone SK C/32 mit 180 Schuss Munition, einer 3,7-cm-FlaK SK C/30 und einer 2-cm-FlaK C/30 ausgestattet.

## Mannschaft
Die Mannschaftsstärke des U-Boots betrug 48 bis 60 Mann. Bei seiner letzten Fahrt waren es 54 Mann.

## Einsätze
Nach seiner Indienststellung diente U 841 unter dem Kommando des Kapitänleutnants Werner Bender (1916–1943) vom 6. Februar 1943 bis zum 25. August 1943 als Ausbildungsboot und wurde erprobt. Vom 17. bis zum 25. August 1943 wurde es in Kiel für die erste Feindfahrt ausgerüstet. Am 26. August 1943 lief U 841 aus dem Kieler Hafen aus und operierte nach kurzen Zwischenhalten in Kristiansand (28. August) und Haugesund (Nacht zum 29. August) im Nordatlantik, erzielte dabei aber keine Versenkungserfolge. Die Rückfahrt erfolgte über Haugesund zum Zielhafen Bergen (Norwegen), der bereits nach secht Tagen am 1. September 1943 erreicht wurde. Am 9. September 1943 verließ U 841 Bergen und erreichte am 10. September 1943 Trondheim.
Am 4. Oktober 1943 verließ U 841 den Hafen von Trondheim, um als Teil der U-Boot-Gruppe „Schlieffen“ im Nordatlantik zu operieren. Das U-Boot griff die vereinigten Geleitzüge ON-206 und ONS-20 an, konnte aber wieder keine Schiffe versenken. Am 17. Oktober 1943 wurde U 841 von der britischen Fregatte HMS Byard (K.315), die diese Geleitzüge begleitete, östlich von Kap Farvel versenkt: Zunächst wurde es durch Wasserbomben schwer beschädigt. Nach dem Auftauchen wurde das Boot unter heftiges Artillerie- und Maschinengewehrfeuer genommen, so dass viele der an Deck kletternden U-Boot-Fahrer erschossen wurden und dadurch die Flak nicht bemannt werden konnte. Kommandant Bender befahl „alle Mann von Bord“ und feuerte vergeblich mit seiner Pistole  auf die feindliche Fregatte, bevor er ohne Schwimmweste ins Meer fiel. Insgesamt starben 27 Besatzungsmitglieder – unter ihnen Kapitänleutnant Werner Bender und die meisten Offiziere –, während die übrigen 27 Männer – darunter ein Offizier (Leutnant zur See Hermann Knaup) und fünf Unteroffiziere – von der britischen Fregatte als Kriegsgefangene an Bord genommen wurden. Die Gefangenen wurden zunächst in St. John’s (Neufundland) an Land gebracht, dann aber mit Ausnahme zweier Verwundeter, die ins Krankenhaus kamen, mit der HMCS Georgetown nach Boston überstellt.